# Zakon św. Jerzego z Karyntii
Zakon św. Jerzego z Karyntii – zakon założony wspólnie przez cesarza Fryderyka III i papieża Pawła II w 1469 roku.
Jego zadaniem była obrona cesarstwa i dobroczynność. Swoją główną siedzibę miał w zamku Millstatt niedaleko Villach w Austrii. Otrzymał regułę zakonu krzyżackiego. Jego członkowie składali śluby czystości i posłuszeństwa oraz mieszkali wspólnie, ale nie obowiązywał ich ślub ubóstwa, co pozwalało im zachować majątek osobisty.
Członkowie zakonu brali aktywny udział w odparciu najazdu tureckiego w 1529 roku i w ochronie wschodniej granicy cesarstwa.
Zakon rozwiązano w 1598 roku, a jego posiadłości przekazano jezuitom.